# 北高根沢村
北高根沢村（きたたかねざわむら）は栃木県の中東部、塩谷郡に属していた村である。

## 地理
- 河川：五行川、井沼川

## 歴史
- 1889年（明治22年）4月1日 - 町村制施行により、塩谷郡太田村・上柏崎村・中柏崎村・下柏崎村・亀梨村・栗ヶ島村・桑窪村・西高谷村・上高根沢村・寺渡戸村・花岡村・平田村の区域をもって北高根沢村が成立する。
- 1954年（昭和29年）3月31日 - 熟田村の一部（伏久、飯室、文挟）を編入。
- 1958年（昭和33年）4月1日 - 阿久津町と新設合併し、高根沢町が発足。同日北高根沢村廃止。

## 交通

### 鉄道
- 日本国有鉄道（現：東日本旅客鉄道）
  - 烏山線：下野花岡駅 - 仁井田駅

## 村長
- 菅又薫（医師で衆議院議員も務めた）

## 出身著名人
- 見目清 (初代)（衆議院議員）
- 見目清 (2代)（貴族院多額納税者議員）
- 加藤正世（昆虫学者）